# Terra Mariana
Terra Mariana was de naam door de Heilige Stoel gegeven aan het tijdens de Lijflandse Kruistocht voor de Rooms-Katholieke Kerk veroverde gebied.
Administratief was het nooit een eenheid, maar verdeeld in het gebied van de Orde van de Zwaardbroeders, later Lijflandse Orde, en de wereldlijke gebieden van een aantal prinsbisdommen.

## Geschiedenis
In 1185-1186 stichtte Meinhard van Segeberg de eerste rooms-katholieke kerk in het gebied van de heidense Lijven, aan de benedenloop van de Westelijke Dvina. In 1188 werd hij door paus Clemens III bevestigd als bisschop van het nieuwe bisdom Lijfland.
De volgende paus Celestinus III machtigde tot actieve werving voor zendingswerk, waarbij hij uitzonderingen op de voedsel- en kledingregels van de monniken toeliet en aflaten verleende aan diegenen die de missie toetraden.
Bij de dood van Meinhard benoemde Hartwig van Uthlede, aartsbisschop van Bremen (tot wiens provincie de pas bekeerde landen behoorden) Berthold van Hannover tot opvolger. Na zijn dood werd Meinhard op 28 maart 1199 opgevolgd door Albert van Buxhoeveden. In 1200 verzamelde deze met de steun van de Duitse koning Filips van Zwaben en de zegen van paus Innocentius III een vloot van 23 schepen en meer dan 1.500 gewapende kruisvaarders. Aangekomen aan de monding van de Westelijke Dvina stichtte hij in 1201, ondersteund door kooplieden uit Gotland, op de plaats van een kleine nederzetting van handelaren uit Lübeck de stad Riga, waarheen hij de bisschopszetel verlegde. Ter ondersteuning richtte Albert in 1202 een militaire orde op, de Orde van de Zwaardbroeders. Innocentius bevestigde de orde in 1204.
Albert sloot vriendschap met Kaupo, de bekeerde leider van de nog meest heidense Lijven, en bood hen bescherming tegen de naburige Litouwers en Esten. Hij sloot een bondgenootschap met het Letgaalse vorstendom Tālava en onderwierp de vorstendommen Jersika (1209) en Koknese (1215). In 1218 sloot hij een bondgenootschap met Waldemar II van Denemarken voor de gezamenlijke verovering van Estland.
Filips van Zwaben verklaarde Albert in 1207 tot rijksvorst, en het Prinsbisdom Riga daarmee tot rijksleen. Deze uitbreiding van het machtsgebied van het Heilige Roomse Rijk was tegen de zin van het Vaticaan, en Innocentius verklaarde in 1215 het gebied als Terra Mariana direct horig aan de Heilige Stoel. In 1228 sloot de pauselijk legaat Willem van Modena een compromis tussen de bisschop en de Orde, waarbij de Orde twee derde en de bisschop een derde van het gebied in handen kreeg. Tevens werden de suffragaan-bisdommen Dorpat en Ösel-Wiek opgericht. Pas in 1255 werd Riga verheven tot aartsbisdom van het gehele Baltische gebied inclusief Pruisen.

## Koerland en Semgallen
In eerste instantie was de expansie gericht op de gebieden ten noorden van de Dvina. De Semgallen in het zuidwesten sloten al vóór 1203 een bondgenootschap met Albert van Riga tegen de opstandige Lijven, en ontvingen in 1205 militaire steun om Litouwse aanvallen tegen te houden.
In 1219 viel na een invasie van de Orde van de Zwaardbroeders in Semgallen de Semgaals-Duitse alliantie uiteen. De Semgallen verbonden zich met de Koeren en vielen in 1228 het Daugavgrīva-klooster aan, het belangrijkste kruisvaardersbolwerk aan de monding van de Dvina.
In 1230 sloten de noordelijke Koeren een vredesverdrag met de Duitsers. De zuidelijke Koeren bleven de indringers echter weerstaan.
In 1260 waren de Koeren betrokken bij de Slag van Durbe tegen de Samogitiërs, waarbij zij werden gedwongen om aan de kant van de kruisridders te vechten. Toen de strijd begon, verlieten de Koeren, Esten en andere lokale rekruten al snel de ridders, hetgeen de Samogitiërs aan de overwinning hielp.
Het Koerse verzet werd uiteindelijk bedwongen in 1266, waarna Koerland werd verdeeld tussen de Lijflandse Orde en het nieuwe Bisdom Koerland.
Na regelmatige aanvallen was de Lijflandse Orde al in 1254 erin geslaagd de Semgallen deels te onderwerpen. In de jaren 1280 begon de Lijflandse Orde met een massale veldtocht tegen de Semgallen, waarbij ze hun velden verbranden en een hongersnood ontstond. De Semgallen zetten hun weerstand voort tot 1290.